# JDS Asashio
Pour l’article homonyme, voir Asashio (1936).
Le JDS Asashio (SS-589/TSS 3601) est un sous-marin d'entraînement de la marine japonaise, mis en service en 1999.

## Historique
Il s'agit du dernier des sept sous-marins de la classe Harushio de la forces japonaises d'autodéfense. Sa première immatriculation fut SS-589. 
Son actuelle immatriculation date de mars 2000 et signifie training submarine. Il a été modifié en sous-marin anaérobie.
Il dépend du Dai 1 Renshu Sensuitai, l'escadron d'entraînement sous-marin n°1 stationné dans la base navale de Kure.

## Électronique
- 1 radar de veille surface JRC ZPS-6
- 1 sonar actif/passif d’attaque Oki ZQQ-5B
- 1 sonar passif remorqué ZQR-1
- 1 détecteur radar ZLR-6